# Camp d'internement français
Un camp d'internement français est une appellation générique qui désigne tout à la fois des centres de rétention administrative, des camps de réfugiés ou de prisonniers de guerre, créés en France pendant la période s'étalant de la Première Guerre mondiale à la guerre d'Algérie.

## Les catégories de camps
Il convient de distinguer camp de concentration, camp d'internement et camp d'extermination.

### Les camps de concentration
En 1914-1918, on parle officiellement de camps de concentration. Ainsi, l'historien Jean-Claude Farcy, a-t-il intitulé son ouvrage en 1995, Les camps de concentration français de la Première Guerre mondiale. Pendant la Grande Guerre, des camps d'internement dépendent d'autorités étrangères sur le territoire français : c'est le cas par exemple du camp de travailleurs chinois du Commonwealth établi à Noyelles-sur-Mer (Somme), entre 1916 et 1919.
Cependant, depuis la Seconde Guerre mondiale, le sens du terme « camp de concentration » a évolué, il désigne aujourd'hui les camps de concentration nazis.
Pendant le conflit, seuls deux camps de concentration nazi, c'est-à-dire sous l'autorité directe de l'Allemagne nazie, existent sur le territoire français. Le plus connu est celui de Natzweiler-Struthof,,, en Alsace annexée. Ce camp étant équipé d'une chambre à gaz. Le second est le camp de Thil, seul camp de concentration installé par les nazis en territoire français non annexé. Cette dépendance du camp du Struthof étant également équipée d'une chambre à gaz.
Le camp de Royallieu à Compiègne, Frontstalag depuis 1940, devient de juin 1942 à août 1944, camp de transit vers les camps d'extermination nazis.
Des camps de travail forcé allemands (Zwangsarbeitslager), comme celui de Watten dans le Nord, servent à cantonner la main-d'œuvre au service de l'Organisation Todt.

### Les camps d'internement
On réserve, en général, les termes « camp d'internement » aux camps placés sous l'autorité de l'État français. Les camps de Compiègne, Drancy, Pithiviers et Beaune-la-Rolande sont aussi désignés par l'expression « camp de transit ». Bien que les conditions de vie aient été très dures dans les camps français, et la mortalité élevée,, ils n'entrent pas - à l'exception notable des camps de transit - dans un projet d'extermination et ne doivent durer, en principe que le temps d'un conflit (Première et Seconde Guerres mondiales, guerre d'Espagne).
Dès la déclaration de la guerre, en septembre 1939, les ressortissants des « pays ennemis » réfugiés en France font, en raison de leurs nationalités, l'objet de mesures d'internement : le statut de réfugié politique ne prévaut alors nullement sur le critère d'appartenance à un pays ennemi. Parmi ces internés se trouvent de nombreux intellectuels antinazis et des Juifs qui ont fui les persécutions. Cet afflux important de la population des camps (Les Milles, Gurs, Rivesaltes et beaucoup d'autres) est très mal géré ; la nation en guerre a d'autres soucis. Environ 40 000 étrangers, dont de nombreux réfugiés espagnols, sont soumis, à partir de septembre 1940 au travail obligatoire dans ce qu'on appelle les groupements de travailleurs étrangers. En métropole, il peut s'agir, en zone libre, de travaux agricoles dans des fermes pour remplacer les prisonniers de guerre, en zone occupée de travaux de fortification du mur de l'Atlantique dans le cadre de l'Organisation Todt.
Après le débarquement de Provence, des camps d'internement sont créés, ou passent sous l'autorité des puissances alliées, dont celle de la France. Tel est le cas du camp d'internement de la police militaire américaine de Septèmes-les-Vallons (Bouches-du-Rhône), ou de celui du centre de séjour surveillé (CSS) de Saint-Mître à Aix-en-Provence.
En Afrique du Nord, dans des « camps de représailles » comme Hadjerat M'Guill, ou dans des chantiers comme celui du transsaharien, « de nombreux travailleurs succombent à la faim, aux maladies et à la torture »,. Le procès des bourreaux d'Hadjerat M'Guill, ouvert le 29 janvier 1944 à Alger se conclut par quatre condamnations à mort et six condamnations à des peines de travaux forcés de dix ans, de vingt ans et à la perpétuité.

## La Première Guerre mondiale

### La peur de l'ennemi, espions et suspects
Le déclenchement de la guerre provoque la signature de plusieurs décrets présidentiels dès août 1914 organisant le contrôle des étrangers ennemis sur le sol français. Le décret du 4 août 1914 prévoit que les autorités françaises doivent demander aux ressortissants allemands et austro-hongrois s'ils désirent rentrer dans leur pays ou subir des contrôles importants et réguliers de la part des services de police. La seconde solution est préférée parce que le gouvernement ne désirait nullement laisser partir des hommes valides capables de combattre leurs propres soldats ou des femmes suspectées d'être des espionnes ou des agents de renseignement au service de l'ennemi. C'est pourquoi la décision d'ouvrir des camps pour étrangers civils a été prise par les autorités françaises qui utilisent un vocabulaire pénitentiaire puisqu'ils sont officiellement dénommés « dépôts de faveur ».

### Une localisation précise et stratégique
J.C. Farcy dresse l'état des lieux de ces camps et estime qu'il y en a une cinquantaine sur le territoire national, plutôt localisés dans l'ouest et le sud, loin des zones de conflit ou d'occupation du nord-est. Les îles sont particulièrement privilégiées car elles permettent aux autorités d'écarter ces populations à risque des Français souffrant des conditions de la guerre. D'importants camps sont ainsi recensés comme celui de l'île d'Yeu où plusieurs centaines d'austro-allemands sont surveillés ou encore celui de Garaison, à Lannemezan dans les Hautes-Pyrénées. Dans le sud-ouest, certains camps sont aussi importants comme celui de Libourne (Gironde), Bergerac (Dordogne), Marmande (Lot-et-Garonne), Villefranche-de-Rouergue (Aveyron), Saintes (Charente-Maritime). Il faut aussi souligner l'existence d'un dépôt important à Pontmain en Mayenne.

## Les camps de la fin des années 1930
Les camps d'internement en France pour la période 1938-1946 ont été étudiés par l'historien Denis Peschanski dans sa thèse de doctorat d’État soutenue en 2000, Les camps français d’internement (1938-1946).

### L'internement des «étrangers indésirables»
Des camps sont ouverts par le gouvernement Daladier pour regrouper les réfugiés de la Guerre civile espagnole (décret-loi du 12 novembre 1938 de Daladier qui prévoit l’internement des « étrangers indésirables », élargi par la loi du 18 novembre 1939 qui permet l’internement « de tout individu, Français ou étranger, considéré comme dangereux pour la défense nationale ou la sécurité publique »,,,). Les premiers camps - notamment à Saint-Cyprien, Argelès-sur-Mer, Agde, Le Vernet ou Gurs - furent des espaces ceints en urgence de barbelés, gardés notamment par les troupes sénégalaises ; les réfugiés couchaient à même le sol ; les barbelés furent considérés comme plus urgents que les baraquements qui ne furent érigés, dans la plus grande précarité, que progressivement.

### Liste des camps de réfugiés de la Guerre civile espagnole

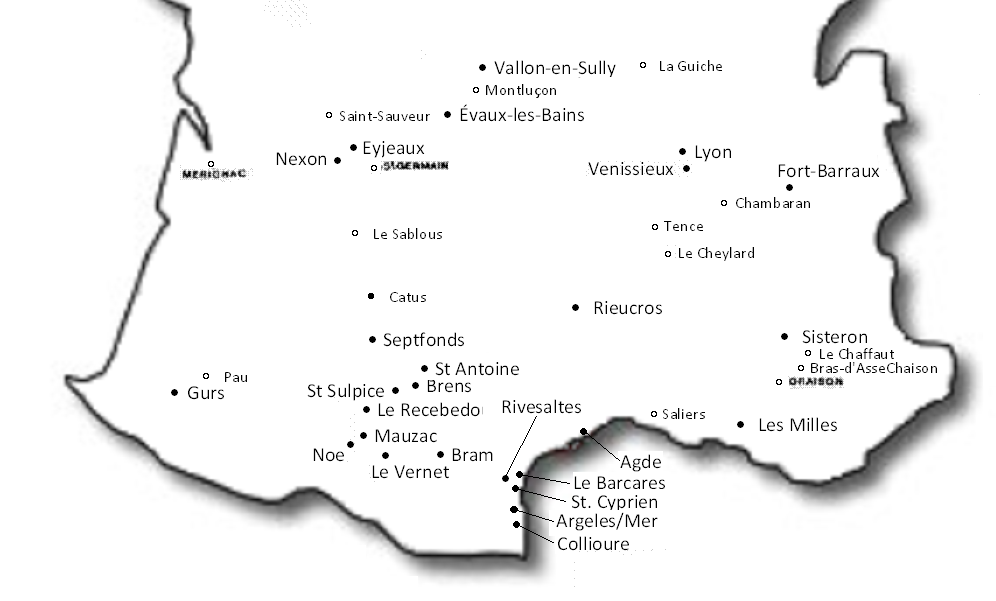
Les camps d'internement de réfugiés espagnols en 1939.

Au nombre de 500 000, les réfugiés espagnols sont regroupés dans des camps d'internement situés surtout dans le sud de la France, notamment en Roussillon, mais aussi jusqu'en Bretagne. Les principaux lieux d'internement sont :
- camp d'Agde (Hérault);
- camp de concentration d'Argelès-sur-Mer (Pyrénées-Orientales) ;
- Angoulême (Charente) : camp d'internement des Alliers, où sont raflés 927 réfugiés républicains, formant le premier convoi de l'histoire de la Seconde Guerre mondiale. Le 20 août 1940, à destination de Mauthausen ;
- camp de Gurs (Basses-Pyrénées)[21] ;
- Moisdon-la-Rivière (Loire-Inférieure) ;
- Juigné-des-Moutiers, (Loire-Inférieure)[22] ;
- camp de Rivesaltes (Pyrénées-Orientales) : il ferme en 1942. Les internés juifs sont envoyés à Drancy, les Tziganes à Saliers, et les Espagnols à Gurs[23] ;
- camp du Vernet (Ariège) ;
- camp de Judes à Septfonds (Tarn-et-Garonne).

## La Seconde Guerre mondiale

### 1939-1940
Le décret du 1er septembre 1939 prévoit, en cas de conflit armé, l'internement de « tous les étrangers ressortissants de territoires appartenant à l'ennemi », âgés de dix-sept à soixante-cinq ans. Le ministre de l'Intérieur Albert Sarraut justifie le fait par la présence de traîtres en action et potentiels. En novembre, un nouveau décret-loi permet l'internement de tous les « individus dangereux pour la défense nationale et pour la sécurité publique ».
Durant la drôle de guerre, on a :
- les camps qui internent 20 000 Allemands et Autrichiens antinazis, souvent Juifs, qui ont fui le nazisme depuis 1933 (par exemple Erich Cohn-Bendit), mais qui sont considérés comme ressortissants ennemis ;
- les camps de nomades qui internent « individus sans domicile fixe, nomades et forains, ayant le type romani » (Manouches, Gitans, Roms, Sintés, et plus généralement Tsiganes) ;
- les camps de prisonniers de guerre allemands, tels que le camp des Milles ; parfois un secteur particulier des camps précédents ; compte tenu du déroulement des opérations, les soldats allemands prisonniers sont peu nombreux ;
- ceux de l'Empire colonial, mal connus en Europe.

Dès 1939, les camps existants se remplissent d'Allemands et d'Autrichiens, c'est-à-dire indifféremment d'opposants au régime nazi (communistes, socialistes, opposants divers, Juifs allemands ou autrichiens) ou de personnes favorables au régime hitlérien, ou de combattants allemands. Ensuite, après la défaite de 1940 et la chute du régime républicain, viendront les Juifs, qui seront peu à peu livrés aux nazis.

### Après juin 1940
Le régime des multiples camps qui existent en France pendant la guerre est extrêmement variable, selon qu'ils se trouvent en zone libre, en zone occupée ou en zone annexée, selon l'époque on distingue : avant et après la dénonciation du traité d'armistice de 1942 et l'invasion de la zone libre par les Allemands, et aussi selon leurs statuts qui va d'un régime quasi carcéral, à celui de centres de villégiature pour réfugiés dont la direction est déléguée à des associations confessionnelles, en général protestantes d'origine alsacienne.
Sous le régime de Vichy, sont créés des camps qui s'appellent diversement :
- camps d'accueil ;
- camps d'internement ;
- camps de séjour ;
- centres de séjour surveillés ;
- camps de prisonniers.

Une autre catégorie apparaît sous le régime pétainiste :
- les camps de transit, signifiant généralement que les détenus doivent être déportés en Allemagne, tels ceux de Vénissieux et Nexon.

Les nazis étendent également leur parc de camps dans la zone occupée, dénommés :
- camps d'internement pour Juifs et Tsiganes ;
- camps de transit destinés à regrouper les prisonniers avant leur déportation vers l'Allemagne, tels ceux de Drancy et Pithiviers.
- En 1941, un camp de concentration est établi en Alsace annexée, celui de Natzweiller-Struthof. Il est destiné à accueillir principalement les résistants des territoires occupés. Une chambre à gaz de fortune y est utilisée pour assassiner, notamment 86 Juifs achetés à Auschwitz-Birkenau dans le but de constituer une collection de squelettes pour August Hirt, directeur de l'institut d'anatomie à l'Université de Strasbourg. Le camp est équipé d'une géole où est pratiquée la torture, d'une chambre de vivisection destinée aux recherches des médecins de l'université de Strasbourg et il dispose d'un four crématoire. Bien que n'étant pas classé comme camp d'extermination, il reste le camp de concentration nazi le plus meurtrier, avec un taux de mortalité de 42 % ;
- D'autres camps de concentration sont également établis à l'encontre des "nomades" (tsiganes), tel le camp de concentration de Montreuil-Bellay.
- un camp de redressement est ouvert en 1940 à Schirmeck, destiné aux Alsaciens-Mosellans réfractaires au régime nazi. Certains sont libérés une fois leur peine effectuée, d'autres sont intégrés à la Wehrmacht, dont nombre sont envoyés sur le front russe.
- À partir de 1942, plusieurs camps d'internement deviennent les antichambres des centres d'extermination nazis en Europe de l'Est, ce sont des camps de transit. En zone occupée, le camp de Drancy est, jusqu'en 1942, sous administration française. Passé sous celle des SS, la gendarmerie et la police française assistent ces derniers lors des déportations. Celui de Royallieu est, depuis 1941, sous l'autorité exclusive du SD, fait unique en France.

## Liste des camps en France métropolitaine (1939-1946)

### Nouvelle-Aquitaine

#### Charente
- Angoulême :
  - Frontstalag 184 : pour des prisonniers de guerre français, octobre 1940 à novembre 1941 ;
  - camp des Alliers : pour des réfugiés espagnols, mosellans, des ressortissants du Reich, des nomades, des Juifs étrangers, septembre 1939 à août 1944 ; les derniers tsiganes détenus seront libérés le 1er juin 1946[26].
  - salle philharmonique : pour des familles juives, octobre 1942.
- Brie-la-Rochefoucauld, camp militaire de La Braconne : centre de rassemblement des étrangers (CRE), pour des Allemands, Autrichiens, Yougoslaves, des apatrides, des évacués mosellans, décembre 1939 à décembre 1940.
- Cognac :
  - 127e & 130e compagnies de travailleurs étrangers (CTE), 1939 à juin 1940 ;
  - Armée de l'air : 159e CTE, pour des Espagnols, 1939-1940.
- Genté : 2e peloton du 114e CTE, pour des Espagnols, 1939 à juin 1940.
- Ruelle-sur-Touvre, camp de La Combe aux Loups : pour des républicains espagnols, 1940.

#### Charente-Inférieure (Charente-Maritime)
- Île d'Aix, fort Liédot : pour des politiques, 1940-1941.
- Jonzac : camp d'internement pour des politiques, des Russes, juillet 1941.
- La Jarne : camp de prisonniers de guerre français, camp d'internement pour des nomades, 1940.
- La Rochelle :
  - camp de Laleu (Organisation Todt) : pour des communistes, mai 1944 ;
  - caserne Renaudin : pour des prisonniers de guerre français puis pour des résistants et des réfractaires au STO, 1940-1945 ;
  - maison d'arrêt de Lafond : pour des politiques, des résistants, 1940-1944 ;
  - prison militaire de Lafond : pour des Juifs et des résistants, 1941-1945 ;
  - école maternelle de Lafond : pour des communistes, juin 1941 ;
  - salle des fêtes de Tasdon : pour des Russes, juin 1941 ;
  - La Pallice :
    - 218e & 219e CTE, 1939 à juin 1940 ;
    - camp d'internement pour des républicains espagnols, juillet 1941 à juillet 1942 ;

  - camp 12 du Champ-de-Mars (Organisation Todt) : 1942-1944 ;
  - école Paul Doumer : pour des réfractaires au Service obligatoire du travail (STO) et des Juifs, 1943-1944.
- La Tremblade, camp de La Coubre (Organisation Todt) : pour des politiques et des prisonniers de droit commun, 1944.
- Le Château-d'Oléron, citadelle : pour des résistants et des réfractaires au STO.
- Mazeray : camp de prisonniers de guerre français, 1940.
- Montendre, camp des Chaumes : centre de rassemblement d'étrangers pour des asilés espagnols, des nomades et des étrangers, 1940-1945.
- Montguyon : centre de rassemblement d'étrangers pour des asilés espagnols, des Allemands, Autrichiens, septembre à décembre 1939.
- Royan : 83e CTE, 1939 à juin 1940.
- Saint-Martin-de-Ré, centre pénitentiaire : centre de séjour surveillé (CSS) pour des politiques, lieu de détention pour des résistants, mars 1940 à décembre 1944.
- Saint-Xandre, camp de La Sauzaie : pour des résistants, 1943-1944.
- Saintes :
  - caserne Taillebourg : pour des prisonniers de guerre français, 1940 ;
  - caserne Brémond-d'Ars : pour des résistants, 1940-1944 ;
  - camp de travail : pour des Juifs et des nomades, mai 1942.
- Surgères : camp de prisonniers de guerre français, 1940.

#### Corrèze
- Altillac, château du Doux : centre d'internement payant pour une soixantaine de Juifs étrangers[27].
- Bort-les-Orgues : 68e Compagnie de travailleurs étrangers (CTE), puis 651e groupements de travailleurs étrangers (GTE), 1939 à juin 1940.
- Brive-la Gaillarde :
  - 651e groupement de travailleurs étrangers (GTE), mai 1943 ;
  - groupement 6 du 68e GTE, pour des Espagnols, Allemands et des Juifs, dissout en septembre 1943.
- Chamberet : groupement 1 du 520e GTE, pour des Espagnols, novembre  1940 à janvier 1941.
- Égletons : groupement 6 du 653e GTE, pour des Allemands, Autrichiens, Polonais, Espagnols et des Juifs, mars 1941 à septembre 1943.
- Larche : groupement 6 du 641e groupement de travailleurs étrangers (GTE), pour des Espagnols, novembre 1940 à août 1942.
- Lubersac : 528e GTE, juin 1940.
- Malemort-sur-Corrèze : 41e compagnie de travailleurs étrangers (CTE) puis groupement 1 du 641e GTE, pour des Espagnols, 1939 à décembre 1940.
- Masseret : groupement 1 du 543e GTE, pour des Espagnols, octobre à décembre 1940.
- Meilhards : 43e CTE puis groupement 1 du 543e GTE, pour des Espagnols, décembre 1940 à janvier 1941.
- Meyssac : groupement 6 du 405e groupement de travailleurs étrangers (GTE), pour des Espagnols, mai 1941 à novembre 1942.
- Neuvic : groupement 6 du 881e GTE (ancien 543e GTE), pour des Espagnols, des Autrichiens, Allemands, Polonais, Sarrois et des Juifs, août 1942 à septembre 1943.
- Palisse, lieu-dit Baratout : 543e GTE, juin 1940.
- Rosiers-d'Égletons, hameau d'Auchère :
  - 653e GTE, pour des Allemands, Autrichiens, Polonais, Espagnols et des Juifs, mars 1941 à septembre 1943 ;
  - groupement 6 du 101e GTE disciplinaire, juin 1941 à octobre 1942.
- Saint-Cirgues-la-Loutre : détachement du 651e GTE de Brive-la-Gaillarde, septembre 1942.
- Saint-Martin-la-Méanne : détachement du 313e GTE de Bellac, novembre 1940.
- Soudeilles : groupement 6 du 665e GTE, pour des Allemands, Autrichiens, Belges, Grecs, Hongrois, Luxembourgeois, Roumains, Russes, Turcs, Estoniens  et Lituaniens, juin 1941 à décembre 1942.
- Ussac, village de Saint-Antoine-les-Plantades :
  - 311e GTE, pour des Espagnols et des Juifs, avril 1941 ;
  - groupement 6 du 651e GTE, pour des Espagnols, 1943.
- Ussel :
  - 543e GTE, mars 1941 à juillet 1942 ;
  - bergerie du château de la Mothe à La Tourette : groupement 6 du 101e GTE disciplinaire, novembre 1942 à février 1943.
- Uzerche, lieu-dit La Barrière : groupement 6 du 528e GTE, pour des Espagnols, octobre 1941 à juillet 1943.

#### Dordogne
- Agonac : groupement 1 du 653e GTE, détachements à Saint-Pierre-de-Côle et à Notre-Dame-de-Sanilhac, décembre 1940 à avril 1941.
- Bergerac : groupement 1 du 648e GTE, pour des  Espagnols, Allemands, Polonais, Autrichiens et des Juifs, décembre 1940 à septembre 1943.
- Calviac-en-Périgord : groupement 1 du 469e GTE, détachements à Saint-Geniès, Groléjac et Saint-Julien-Lampon, août 1941 à décembre 1943.
- Castelnaud-la-Chapelle, lieu-dit Pont de Cause : groupement 1 ou 6 du 650e GTE, détachement à Vézac, 1940-1941.
- Chancelade : groupement 1 du 647e groupement de travailleurs étrangers (GTE), pour des Espagnols, Allemands, Autrichiens, Polonais, Sarrois et des Juifs, détachement à Bourdeilles, juin 1941 à 1943.
- Fanlac, camp du château du Sablou : pour des Alsaciens favorables au rattachement de l'Alsace à l'Allemagne et pour des communistes français, janvier à décembre 1940[28].
- Le Change, château du Roc : centre d'internement pour des Juifs raflés par le gouvernement de Vichy, 1942.
- Mauzac : 18e, 19e, 134e & 135e compagnies de travailleurs étrangers (CTE) puis groupement 1 du 652e groupement de travailleurs étrangers (GTE), pour des Espagnols, des Belges et pour des Juifs étrangers en situation illégale dans la zone sud, décembre 1939 à septembre 1944.
- Périgueux, prison Belleyme : pour des communistes et syndicalistes français, indésirables du camp de Gurs, octobre 1940.
- Saint-Astier : groupements 1 & 6 du 645e GTE, pour des Espagnols, décembre 1942 à mai 1943.
- Trélissac : centre de rassemblement d'étrangers.

#### Gironde
- Bassens : camp d'internement pour des ressortissants du Reich (allemands, autrichiens, slovaques) et des prisonniers de guerre allemands, mai et juin 1940.
- Bordeaux :
  - caserne Boudet : pour des résistants, pour des femmes juives, 1940 à juillet 1944 ;
  - « caserne coloniale » ou « hôtel (foyer) des émigrants »  au no 24 du quai Bacalan : pour des politiques, 1940 ;
  - fort du Hâ : pour des résistants et des Juifs, 1940-1944 ;
  - Frontstalag 221 : pour des prisonniers de guerre français des troupes coloniales, juillet 1940 à 1943 ;
  - caserne Niel ou lager Otto Weddingen de l'OT : républicains espagnols requis à la construction de la base sous-marine, 1941-1944 ;
  - Frontstalag 221 S : pour des prisonniers de guerre français des troupes coloniales, janvier 1944 ;
  - grande synagogue : pour les Juifs raflés le 10 janvier 1944, puis pour la plupart des déportés (résistants, politiques, républicains espagnols) du train fantôme, juillet et août 1944.
- Captieux :
  - 3e peloton du 114e CTE, 1939 à juin 1940 ;
  - aérodrome du Poteau : 165e CTE.
- Eysines : camp pour des tirailleurs sénégalais, des marins italiens, 1940-1944.
- Lacanau : 222e et 223e CTE, 1939 à juin 1940.
- Le Taillan-Médoc, camp de Germignan : pour des prisonniers français des troupes coloniales, juillet 1940 à août 1944.
- Libourne : camp de rassemblement d'étrangers pour des Allemands, Autrichiens, Tchèques et des Juifs, décembre 1939 à février 1940.
- Lugos : camp de prisonniers de guerre français des troupes coloniales, 1941.
- Mérignac, camp de Beaudésert :
  - camp d'internement pour des nomades, novembre à décembre 1940 ;
  - centre de séjour surveillé (CSS), 1941 à août 1944 :
    - section I : pour des politiques, militants communistes, des prisonniers de droit commun ;
    - section II : pour des Juifs, des réfractaires au STO , des Espagnols, Allemands, Autrichiens, Polonais, Russes et d'autres nationalités, des condamnés pour marché noir.
- Martignas-sur-Jalle, camp de Souge :
  - 69e CTE, 1939 à juin 1940 ;
  - cette partie du camp n'est pas un lieu de détention, toutefois 256 militants communistes, résistants et opposants au nazisme y sont fusillés.
- Saint-Médard-en-Jalles :
  - 111e, 143e, 144e, 145e, 183e, 210e, 211e, 212e, 213e, 218e, 219e compagnies de travailleurs étrangers (CTE), pour des Espagnols, 1939 à juin 1940 ;
  - Frontstalag 221, sur une partie du camp de Souge : prisonniers de guerre français des troupes coloniales, mai 1941 à 1943.
- Talence : camp d'internement pour des réfugiés espagnols, 1939.

#### Landes
- Buglose : kommando du Frontstalag 222 de Bayonne, composé de prisonniers de guerre français des troupes coloniales, 1941.
- Castets, lieu-dit Cante Cigale : kommando du Frontstalag 222, composé de prisonniers de guerre français des troupes coloniales.
- Labenne : kommando du Frontstalag 222, composé de prisonniers de guerre français des troupes coloniales (au service de l'Organisation Todt), 1941.
- Messanges : kommando du Frontstalag 222, composé de prisonniers de guerre français des troupes coloniales (au service de l'Organisation Todt), 1941.
- Port-de-Lanne : kommando du Frontstalag 222, composé de prisonniers de guerre français des troupes coloniales.

#### Lot-et-Garonne
- Agen :
  - 308e compagnie de travailleurs étrangers (CTE), septembre 1939 à 1940 ;
  - groupement 2 du 308e groupement de travailleurs étrangers (GTE) détaché de Allez-et-Cazeneuve, pour des Allemands, Espagnols, Alsaciens, 1940 à mars 1941 ;
  - caserne Lacuée : camp d'internement pour des résistants, 1943-1944.
- Allez-et-Cazeneuve, château de Tombebouc : groupement 2 du 308e GTE, pour des Juifs allemands, autrichiens et polonais, novembre 1941 à décembre 1942.
- Bias, camp militaire d'Astor au lieu-dit Paloumet : pour des résistants et des travailleurs forcés vietnamiens, 1940.
- Buzet-sur-Baïse : centre de séjour surveillé (CSS) pour des communistes, des indésirables, juillet 1940 à  février 1941.
- Casseneuil :
  - camp de Sauvaud dit « camp de la gare » : pour des Juifs étrangers raflés, août 1942 ;
  - camp de La Glaudoune : pour des soldats des troupes coloniales, 1943 ;
  - 125e, 146e, 522e, 523e et 524e compagnies de travailleurs étrangers (CTE) ;
  - 522e, 523e et 524e GTE, pour des Espagnols ;
  - groupement 7 du 536e GTE, pour des Espagnols, Allemands, Polonais et des Juifs, octobre 1941 à  septembre 1944.
- Fumel : groupement 7 du 505e GTE, pour des Espagnols, Allemands, Polonais, Autrichiens, Sarrois, Slovaques, Belges, Hongrois, Néerlandais, novembre 1941 à juillet 1944.
- Nicole : détachement du 308e GTE de Allez-et-Cazeneuve, pour des Allemands et des Autrichiens, juin 1942.
- Sainte-Livrade-sur-Lot : 
  - 71e,126e, 127e, 128e, 130e, 146e, 153e, 161e, 216e, 217e et 517e CTE ;
  - 523e GTE.
- Villeneuve-sur-Lot :
  - prison d'Eysses : pour des politiques, des résistants, septembre 1940 à juillet 1944 ;
  - camp de Carrère (annexe de la prison) : pour des internés administratifs, des irréductibles, décembre 1943 à juillet 1944.

#### Basses-Pyrénées (Pyrénées-Atlantiques)
- Bayonne :
  - camp de Polo-Beyris :
    - lieu d'internement pour des réfugiés espagnols, février à septembre 1939 ;
    - Frontstalag 222 pour des prisonniers de guerre français des troupes coloniales, mai 1941 à août 1944.

  - villa Julia : centre de séjour surveillé (CSS), pour des étrangers en situation irrégulière, des Juifs, 1941-1942 ;
  - villa Chagrin : lieu de détention pour des résistants, des aviateurs de la RAF, 1943-1944.
- Buzy :
  - groupement 2 du 526e groupements de travailleurs étrangers (GTE) d'Izeste, 1941 ;
  - groupement 2 du 518e GTE détaché du 526e GTE d'Izeste, pour des Espagnols, juillet 1941 à  juin 1943.
- Eaux-Bonnes : camp-hôpital dépendant du camp de Gurs, formé de divers hôtels, pour des républicains espagnols et pour des Juifs étrangers ou apatrides, 1941 à août 1942.
- Escot : groupement 2 du 540e GTE, pour des Espagnols, février à juillet 1942.
- Etsaut, fort du Portalet : prison pour des personnalités de la IIIe République tels Léon Blum, Édouard Daladier, Georges Mandel, Paul Reynaud, le général Gamelin, 1941-1943.
- Gurs, camp d'internement : pour des brigadistes, des républicains espagnols, des ressortissantes du Reich, des communistes français, des Juifs étrangers, des apatrides, des Tziganes, 182e, 185e, 257e et 258e CTE, 722e GTE, avril 1939 à août 1944.
- Hendaye : kommando du Frontstalag 222, composé de prisonniers de guerre français des troupes coloniales, 1941.
- Idron :
  - 381e et 864e GTE ;
  - centre d'hébergement pour étrangers, pour des Espagnols, des réfugiés polonais, juin 1940 à 1943.
- Izeste : 526e GTE, pour des Espagnols et des Juifs, janvier à octobre 1942.
- Lahourcade : 1941.
- Oloron-Sainte-Marie : groupement 2 du 526e GTE d'Izeste, pour des Allemands, Espagnols, Polonais, octobre 1942 à juin 1943.
- Orègue, bois de Mixe : kommando du Frontstalag 222, composé de prisonniers de guerre français des troupes coloniales, 1941.
- Pau, stade : camp de rassemblement, rattaché au camp de Gurs, pour des Juifs étrangers, 1942 à mars 1943.

#### Deux-Sèvres
- Prin-Deyrançon : camp de prisonniers de guerre.

#### Vienne
- Poitiers : camp de la route de Limoges, pour Tziganes et Juifs.
- Rouillé : camp mixte.

#### Haute-Vienne
- Limoges : centre de rassemblement des étrangers (CRE).
- Nexon : camp de Nexon, centre de séjour surveillé (CSS) pour les internés politiques et pour les Juifs.
- Oradour-sur-Glane : 643e groupements de travailleurs étrangers (GTE), camp d'internement d'exilés espagnols de 1940 à 1942.
- Saint-Germain-les-Belles : CRE.
- Saint-Paul-d'Eyjeaux : camp de Saint-Paul-d'Eyjeaux, ouvert en novembre 1940 pour les politiques.
- Séreilhac : camp d'hébergement pour étrangers no 14 bis, ouvert en janvier 1943.
- La Meyze : camp d'hébergement pour étrangers no 12 bis, de 1942 à 1948.

### Auvergne-Rhône-Alpes

#### Ain
- Ambérieu-en-Bugey : groupement no 5 du 128e Groupement de travailleurs étrangers (GTE), en octobre 1943.
- Leyment : groupement no 5 du 128e GTE, de février à juin 1943.
- Torcieu : 550e GTE, de mars à octobre 1943.
- Hauteville : centre de rassemblement des étrangers.

#### Allier
- Domérat : camp du Fé de la Genebière, centre de rassemblement des étrangers.
- Huriel : centre de rassemblement des étrangers.
- Vallon-en-Sully : Château de Frémont, centre de Rassemblement des étrangers, internement de familles (femmes et enfants mai-juin 1940).

#### Ardèche
- Privas, camp de Chabanet : centre de rassemblement des étrangers.
- Le Cheylard : centre de rassemblement des étrangers.
- Vals-les-Bains : centre d'internement pour les politiques.

#### Drôme
- Loriol-sur-Drôme :  camp d’internement  pour "étrangers indésirables" et internés âgés.

#### Isère
- Arandon : centre de rassemblement des étrangers.
- Barraux : Fort Barraux, centre de rassemblement des étrangers puis centre de séjour surveillé[29].
- Bourgoin : centre de rassemblement des étrangers.
- Chambaran : camp militaire de Chambaran, centre de rassemblement des étrangers Allemands.
- Roybon : camp pour travailleurs militaires (politiques et syndicalistes)
- Prémol : camp pour travailleurs militaires (politiques et syndicalistes)
- Luitel : camp pour travailleurs militaires (politiques et syndicalistes)
- Saint-Savin : centre de rassemblement des étrangers ex-Autrichiens.
- Vienne : centre de rassemblement des étrangers.
- Vif : centre de rassemblement des étrangers sarrois.

#### Loire
- Chazelles-sur-Lyon : centre de rassemblement des étrangers.
- La Fouillouse : centre de rassemblement des étrangers.
- Saint-Jodard : centre de rassemblement des étrangers.

#### Haute-Loire
- Tence : centre de rassemblement des étrangers.

#### Puy de Dôme
- Bourg-Lastic : camp militaire, centre de rassemblement des étrangers, ou furent détenus des Juifs sous Vichy (témoignage d'André Glucksmann qui y entra à quatre ans) ; ce camp « accueillit » des harkis dans les années 1960 et des Kurdes réfugiés d'Irak dans les années 1980.
- Le Mont-Dore : centre de rassemblement des étrangers mixte.

#### Rhône
- Dardilly : fort du Paillet, camp mixte.
- Vénissieux, camp : centre de rassemblement des étrangers.

#### Savoie
- Aussois/Avrieux : camp d'internement de l'Esseillon, utilisé pour l'internement des réfractaires niçois[30].
- Fourneaux : camp du Replat, ancienne caserne utilisée par l'occupant italien pour l'internement des réfractaires niçois, et d'anciens des Brigades internationales[31].

#### Haute-Savoie
- Olliet-Savigny : 514e GTE. 200 anciens combattants républicains espagnols travaillant en régime de « semi-liberté » puis jusqu'à 300 réfugiés juifs allemands, autrichiens et polonais.

### Bourgogne-Franche-Comté

#### Côte-d'Or
- Marmagne (Côte-d'Or), centre de rassemblement des étrangers transféré aux Garrigues et aux Milles.
- Moloy dans la Côte-d'Or, pour les nomades et étrangers.
- Montbard dans la Côte-d'Or, centre de rassemblement des étrangers.
- Frontstalag 155 de Dijon (Longvic), Côte-d'Or.

#### Doubs
- Arc-et-Senans : Saline royale d'Arc-et-Senans, pour les Tziganes[32].
- Frontstalag 142 puis ilag de Besançon, Doubs.

#### Nièvre
- Nevers : centre de rassemblement des étrangers, nommé "Château de Vernuche" à Varennes-Vauzelles, Détail de la maison[33]
- Frontstalag 154 de Fourchambault, Nièvre.

#### Haute-Saône
- Miellin : camp d'internement créé en 1939 pour les réfugiés républicains espagnols (essentiellement des femmes et des enfants)[34].
- Frontstalag 141 de Vesoul, Haute-Saône.

#### Saône-et-Loire
- La Guiche : Sanatorium surveillé de La Guiche[35], ouvert en 1941 pour interner des étrangers, des Juifs, des communistes, des patriotes tuberculeux.
- Montceau-les-Mines.

#### Territoire de Belfort
- Frontstalag 137 puis llag de Giromagny, Territoire de Belfort.
- Frontstalag 140 de Belfort, Territoire de Belfort.

#### Yonne
- Lalande (Yonne)
- Saint-Maurice-aux-Riches-Hommes, pour les Tziganes.
- Frontstalag 150 à Saint-Florentin, Yonne.

### Bretagne

#### Finistère
- Audierne : centre de rassemblement des étrangers.
- Quimper : camp no 135, camp de prisonniers.

#### Ille-et-Vilaine
- Rennes : camp militaire dit « de Verdun » : mixte[36] ; camp des nomades : rue Le Guen de Kerangal, pour les nomades et les internés administratifs[37], de 1940 à 1945.
- Vitré : centre de rassemblement des étrangers.

#### Morbihan
- Port-Louis, dans la citadelle.
- Pontivy : camp de Toulboubou.

### Centre-Val de Loire

#### Cher
- Avord : centre de rassemblement des étrangers.
- Bengy-sur-Craon : centre de rassemblement des étrangers.
- Meillant : 866e GTE groupements de travailleurs étrangers (GTE).
- Neuvy-sur-Barangeon : centre de rassemblement des étrangers.
- Barantheaume : 147e GTE ; population internée : Espagnols et Polonais[38].
- Vierzon : camp de Sourioux-les-Forges ; centre de rassemblement des étrangers.

#### Eure-et-Loir
- Dreux : centre de rassemblement des étrangers replié sur Tence, dans la Haute-Loire.
- Voves : camp ouvert début 1942 pour les politiques.

#### Indre
- Douadic : camp de l'Etang du Blanc. D'abord camp de prisonniers allemands (1939-1940) puis en novembre 1940, Centre de séjour surveillé pour étrangers (réfugiés espagnols, polonais et allemands...). En août 1942, Douadic devient Centre de ramassage ou de triage des Juifs arrêtés dans l’Indre.

#### Indre-et-Loire
- Avrillé-les-Ponceaux : camp de la Morellerie pour les Tziganes et internés politiques (communistes).
- Avon-les-Roches : Camp du Ruchard, centre de rassemblement des étrangers.
- Monts : Camp de la Lande de Monts[39], internement de Juifs. D'abord pour les Juifs polonais de Moselle, puis pour des femmes communistes.

#### Loir-et-Cher
- Blois : Silo, centre de rassemblement des étrangers.
- Grand Champ : centre de rassemblement des étrangers.
- Lamotte-Beuvron : pour les nomades et les étrangers.
- Marolles : au hameau de Villemalard, centre de rassemblement des étrangers.
- Saint-Julien-sur-Cher à Bourg-Saint-Julien : Centre de rassemblement des étrangers.
- Villebarou : camp de Francillon, Centre de rassemblement des étrangers.
- Villerbon : centre de rassemblement des étrangers.

#### Loiret
- Beaune-la-Rolande : camp de transit, internés juifs à partir de mai 1941.
- Cepoy : centre de rassemblement des étrangers (CRE) à la verrerie de Montenon.
- Cerdon : Grand-Val, centre pour réfugiés de la Guerre civile espagnole.
- Gondreville : centre de rassemblement des étrangers.
- Jargeau : Camp de Jargeau près d'Orléans, destiné aux Tziganes[40].
- Mignères et Gondreville (Loiret) : Centre de rassemblement des étrangers.
- Montargis : centre de rassemblement des étrangers.
- Orléans : aux Aydes, centres de rassemblement pour étrangers
- Pithiviers : Camp de transit de Pithiviers, pour l'internement des juifs début 1941.
- Saint-Jean-de-la-Ruelle : centre de rassemblement des étrangers, dans les locaux d’une institution de sourds-muets.
- Véruches : centre de rassemblement des étrangers.

### Grand-Est

#### Ardennes
- Les Mazures : de juillet 1942 à janvier 1944, un Judenlager a été ouvert.

#### Aube
- Troyes : camp Jules-Ferry, mixte.

#### Marne
- Mourmelon : appelé également Bouzy.

#### Haute-Marne
- Saints-Geosmes : fort de La Bonnelle (appelé également fort Decrès), Centre de rassemblement des étrangers.
- Peigney : fort de Peigney, centre de rassemblement des étrangers et des nomades.

#### Meurthe-et-Moselle
- Briey, Centre de rassemblement des étrangers.
- Écrouves : Caserne Marceau (actuellement centre de détention d'Écrouves) pour les internés politiques et les juifs, français ou étrangers entre autres la plupart des déportés juifs  des Vosges[41]
- Thil :

#### Meuse
- Bar-le-Duc : centre de rassemblement des étrangers.

#### Moselle
- Amnéville : centre de rassemblement des étrangers.
- Maizières-lès-Metz : Centre de rassemblement des étrangers.
- Metz : centre de rassemblement des étrangers.
- Rombas, centre de rassemblement des étrangers.
- Woippy : camp de Woippy, créé en 1943.
- Metz : Stalag XII-E.
- Forbach : Stalag XII-F.

#### Bas-Rhin
- Natzwiller : Camp de concentration de Natzweiler-Struthof, au lieu-dit Struthof, seul camp de concentration créé par les Allemands en territoire français annexé où furent détenus des résistants français. Il accueille également 86 Juifs pour des expériences. Antichambre de l'Université de Strasbourg (anatomie, anthropologie, médecine). Étude des gaz et vivisections humaines.
- Schirmeck : Camp de Schirmeck, camp de redressement nazi à l'attention des Alsaciens et Mosellans réfractaires au nazisme. Ce n'était donc pas un camp d'internement français mais un camp de concentration allemand où furent détenus des résistants, des Juifs, des prisonniers de droit commun, des homosexuels.
- Strasbourg : Oflag 65.

#### Haut-Rhin
- Urbès : camp de concentration annexe de Dachau et du Struthof, bien que nommé camp d'internement.
- Mulhouse : Frontstalg 213 puis stalag V-E.

#### Vosges
- Bazoilles-sur-Meuse : Centre de rassemblement des étrangers.
- Harchéchamp : annexe de Neufchâteau.
- Mattaincourt : annexe de Mirecourt.
- Mirecourt : centre de rassemblement des étrangers.
- Neufchâteau : centre de rassemblement des étrangers.
- Sionne : annexe de Neufchâteau.
- Villers : annexe de Mirecourt.
- Vittel : Camp d'internement (ilag) de Vittel, camp qui « accueillait » des possesseurs de passeports américains ou britanniques, également de pays d'Amérique latine (Paraguay...).

### Hauts-de-France

#### Oise
- Compiègne : Camp de Royallieu (Frontstalag 122)[42]. De juin 1941 à août 1944. Seul camp de transit qui fut totalement et durant toute la période de l'Occupation sous l'autorité des Allemands. Robert Desnos (1900-1945) et Jean Moulin (1899-1943) ont transité par ce camp.
- Compiègne : stalag 356.
- Clermont : ilag
- Grandvilliers : centre de rassemblement des étrangers.
- Plainval : camp de Plainval, à trois kilomètres de Saint-Just-en-Chaussée, centre de rassemblement des étrangers. Son existence est avérée entre novembre 1939 et mai 1940. Peu avant l'invasion allemande, les internés de ces camps furent déplacés dans le sud de la France[43].

#### Pas-de-Calais
- Ambleteuse : centre de rassemblement des étrangers.
- Béthune : centre de rassemblement des étrangers.
- Etaples : centre de rassemblement des étrangers.
- Hesdin : centre de rassemblement des étrangers.
- Lens : centre de rassemblement des étrangers.
- Sallaumines : centre de rassemblement des étrangers.

#### Somme
- Doullens : Camp de Doullens à la citadelle, internés politiques et Juifs du 9 septembre 1941 au 31 mars 1943.
- Rosières-en-Santerre : Centre de rassemblement des étrangers.

### Île-de-France

#### Essonne
- Linas - Montlhéry : pour les Tziganes.
- Palaiseau : Batterie de l'Yvette du Fort de Palaiseau Centre de rassemblement des étrangers à compter du 1er mars 1940[44].

#### Paris
- Vélodrome d'Hiver (dit Vel d'Hiv), Centre de rassemblement des étrangers.
- Les Invalides, centre de rassemblement des étrangers.
- Stade Buffalo, centre de rassemblement des étrangers.
- Stade Roland-Garros, centre de rassemblement de plusieurs centaines d'étrangers de septembre 1939 à juin 1940[44].
- Caserne des Tourelles, centre de séjour surveillé mixte.

#### Seine-et-Marne
- Courty : Fort de Vaujours : utilisé à compter du 19 décembre 1939 comme camp d’internement pour les repris de justice et les gens sans aveu mobilisables[44]
- Chelles : Centre de rassemblement des étrangers.

#### Seine-Saint-Denis
- Drancy : Camp de Drancy, créé par le gouvernement français pour y détenir des communistes, suspects en raison du Pacte germano-soviétique[réf. nécessaire], et qui devient à partir du 20 août 1941 un camp d'internement pour Juifs; la gestion directe du camp était réglée par les Nazis, les gendarmes français faisant office de gardes ; il comprenait trois annexes parisiennes:
  - le camp Austerlitz,
  - le camp Lévitan, rue du Faubourg-Saint-Martin.
  - le camp Bassano, rue Bassano, 75008.Les Lilas : Fort de Romainville. En 1940, le fort est investi par l’armée allemande et transformé en prison. De là, des résistants et des otages sont dirigés vers les camps. 3 900 femmes et 3 100 hommes sont internés avant d’être déportés vers Auschwitz, Ravensbrück, Buchenwald et Dachau. 152 personnes sont emmenés au mont Valérien et fusillées. Certains s’en évadent comme Pierre Georges, dit « colonel Fabien ». De sa cellule, Danielle Casanova encourage ses compagnes à tenir tête à leurs tortionnaires. À la Libération, le 21 août 1944, 2 femmes et 9 hommes y sont massacrés[45].
- Saint-Denis : la caserne des Suisses devient un centre de rassemblement des étrangers, principalement août de l’empire britannique.

#### Val d'Oise
- Aincourt : le Sanatorium d'Aincourt servit partiellement de camp d'internement pour les internés politiques et s'emplit de communistes de 1940 à 1942[46].
- Baillet-en-France : camp de vacances de l’union syndicale des ouvriers métallurgistes utilisé de 1939 à 1940 pour l'internement de 282 (à la fermeture) syndicalistes et communistes[44].
- Argenteuil : centre de rassemblement des étrangers.

### Yvelines
- Ferme des Rothschild, à Saint-Benoît (janvier à avril 1940), internement de communistes[44].

### Normandie

#### Calvados
- Dampierre : centre de rassemblement des étrangers.
- Falaise : centre de rassemblement des étrangers.
- Lisieux : centre de rassemblement des étrangers.
- Meuvaines : camp de Bellevue, centre de rassemblement des étrangers.

#### Eure
- Gaillon : pour les internés politiques et de droit commun.

#### Manche
- Barenton : centre de rassemblement des étrangers, pour les nomades.

#### Orne
- Argentan : centre de rassemblement des étrangers.
- Athis-de-l'Orne : centre de rassemblement des étrangers.
- Carrouges : centre de rassemblement des étrangers.
- Damigny : centre de rassemblement des étrangers.
- Domfront : centre de rassemblement des étrangers.
- L'Épinay-le-Comte : centre de rassemblement des étrangers.

#### Seine-Maritime
- Les Essarts-Varimpré : centre de rassemblement des étrangers.
- Neufchâtel-en-Bray : centre de rassemblement des étrangers.

### Occitanie

#### Ariège
- Mazères : Centre de rassemblement des étrangers.
- Le Vernet : camp du Vernet ouvert début 1939 pour regrouper 12 000 combattants et réfugiés espagnols, puis Centre de rassemblement des étrangers, « hébergera » des harkis.

#### Aude
- Bram : camp créé début 1939 pour les réfugiés espagnols, puis l'internement de Juifs.
- Couiza-Montazels : camp ayant interné des réfugiés espagnols intellectuels ou socialement privilégiés[47]
- Montolieu : camp destiné à accueillir femmes et enfants réfugiés espagnols[47]
- Rivel : camp d'internement (communistes, syndicalistes, étrangers, juifs…)1939-1941[48],[49]

#### Gard
- Alès : camp d'internement[50]
- Cascaret : centre de rassemblement des étrangers.
- Nîmes : camp des Garrigues, centre de rassemblement des étrangers.
- Remoulins : centre de rassemblement des étrangers
- Uzès : centre de rassemblement des étrangers.
- Le Vigan : centre de rassemblement des étrangers.

#### Haute-Garonne
- Le Fauga : centre de rassemblement des étrangers.
- Noé : Camp de Noé, camp créé en 1941, par le ministère de la Guerre, pour accueillir les républicains espagnols et les Juifs victimes de la politique antisémite du Régime de Vichy.
- Portet-sur-Garonne :
  - Camp de Clairfond
  - Camp du Récébédou, pour l'internement de juifs en juillet 1940[51].
- Toulouse : stade du Toulouse olympique employés club (TOEC).

#### Gers
- Masseube.

#### Hérault
- Agde : Camp d'Agde, camp créé début 1939 pour les réfugiés espagnols, puis centre de rassemblement des étrangers.
- Olargues : centre de rassemblement des étrangers.
- Saint-Pons-de-Thomières : centre de rassemblement des étrangers.
- Cruzy : Sériège, centre de rassemblement des étrangers

#### Lot
- Catus-Cavalier dans le Lot, centre de rassemblement des étrangers.
- Catus-Villary dans le Lot, centre de rassemblement des étrangers.

#### Lozère
- Le Malzieu-Ville : centre de rassemblement des étrangers.
- Mende : Camp de Rieucros, camp ouvert le 31-1-1939 pour les réfugiés Espagnols puis les étrangers.

#### Pyrénées-Orientales
- Argelès-sur-Mer : Camp de concentration d'Argelès-sur-Mer dans les Pyrénées-Orientales, Camp créé début 1939 pour les réfugiés espagnols, puis Centre de rassemblement des étrangers.
- Le Barcarès : camp créé début 1939 pour les réfugiés espagnols, puis Centre de rassemblement des étrangers.
- Collioure : Château Royal de Collioure, il fut transformé en prison durant l'année 1939. C'est en effet en mars 1939 que le premier camp disciplinaire destiné aux réfugiés d'Espagne est créé au château royal de Collioure. Durant l'été 1939 ils seront un millier à se trouver confinés derrière les épais murs de la forteresse.
- Rivesaltes : Camp de Rivesaltes également appelé camp Joffre dans les Pyrénées-Orientales, pour l'internement de juifs et les réfugiés espagnols.
- Saint-Cyprien : camp créé début 1939 pour les réfugiés espagnols, puis Centre de rassemblement des étrangers, qui hébergeait 90 000 réfugiés en mars 1939, fermé officiellement pour « raisons sanitaires » le 19 décembre 1940 et ses occupants transférés à Gurs[52].

#### Tarn
- Albi :
  - Centre de rassemblement des étrangers.
  - Camp de la Viscose au Plateau Saint-Antoine dans la banlieue d'Albi : Centre de rassemblement des étrangers.
- Brens, aux portes de Gaillac : camp de Brens, camp mixte de femmes[53],[54].
- Saint-Sulpice-la-Pointe : camp de Saint-Sulpice-la-Pointe[55], centre de rassemblement des étrangers, pour les politiques à partir de septembre 1939.

#### Tarn-et-Garonne
- Montauban : centre de rassemblement des étrangers.
- Septfonds : Camp de Judes, camp créé début 1939 pour les réfugiés espagnols, puis Centre de rassemblement des étrangers.

### Pays-de-La Loire

#### Loire-Atlantique
- Camp Franco - Montoir de Bretagne : essentiellement des espagnols
- Châteaubriant : Camp de Choisel, de 1941 à 1942, Centre de séjour surveillé, internés politiques et nomades. Il remplace le camp d'internement du Croisic.
- Le Croisic : Maison Beaucorps, centre de séjour surveillé destiné aux militants communistes et extrémistes, de janvier à avril 1941.
- Gétigné : près de Clisson, Camp Du Grand-Saunier, Centre de rassemblement des étrangers.
- Gorges : centre de rassemblement des étrangers.
- Moisdon-la-Rivière : pour les nomades.

#### Maine-et-Loire
- Montreuil-Bellay : camp de concentration de Montreuil-Bellay, l'un des camps créés pour les Tziganes ou Roms.

#### Mayenne
- Grez-en-Bouère : pour les nomades.
- Mayenne : camp de Guelaintin, Centre de rassemblement des étrangers.
- Meslay-du-Maine : centre de rassemblement des étrangers : Camp des Rochères et de la Poterie
- Montsûrs : pour les nomades.

#### Sarthe
- Fresnay-sur-Sarthe : centre de rassemblement des étrangers.
- Coudrecieux : pour les Tziganes.
- Mulsanne : Camp de prisonniers allemands à Mulsanne pour les soldats français puis les nomades et Juifs, ensuite pour les prisonniers allemands.

#### Vendée
- Chantonnay : centre de rassemblement des étrangers.
- Martinet : centre de rassemblement des étrangers.
- Monsireigne : pour les nomades.
- La Roche-sur-Yon : centre de rassemblement des étrangers.
- Les Sables-d'Olonne : camp de la Chaume, Centre de rassemblement des étrangers.

### Provence-Alpes-Côte d'Azur

#### Alpes de Haute-Provence
- Oraison : centre de séjour surveillé.
- Le Chaffaut : centre de rassemblement des étrangers.
- Forcalquier : centre de rassemblement des étrangers.
- Manosque : centre de rassemblement des étrangers.
- Les Mées : centre de rassemblement des étrangers.
- Sisteron : centre de rassemblement des étrangers, Centre de séjour surveillé et pour internés politiques et de droit commun.

#### Hautes-Alpes
- Aspres-sur-Buëch : Camp du Pont de la Dame

#### Alpes-Maritimes
- Antibes : le Fort Carré, Centre de rassemblement des étrangers.

#### Bouches-du-Rhône
- Aix-en-Provence : Camp des Milles qui fut le plus grand camp d'internement du Sud-Est de la France situé aux Milles. De ce camp de transit furent déportés 2 500 juifs en août 1942[56].
- Arles : camp de Saliers, Camp de Nomades de Saliers.
- Carpiagne : camp d'internement pour étranger
- La Ciotat
- Lambesc : centre de rassemblement des étrangers.
- Marseille :
  - Hôtel Bompard, pour les femmes et enfants juifs.
  - Hôtel Terminus du Port, pour les femmes et enfants juifs.
  - Hôtel du Levant, pour les femmes et enfants juifs.
  - Centre de criblage du Brébant Marseillais (boulevard d'Arras): républicains espagnols; antifascistes italiens; juifs.
- Meyreuil : camp de Meyreuil, 6e GTE. Républicains espagnols. Travail dans la mine de charbon.
- Miramas : centre de rassemblement des étrangers.

#### Var
- Signes (Var) :
  - Chibron : centre de rassemblement des étrangers.
  - Centre de séjour surveillé pour les politiques.
- Toulon : centre de rassemblement des étrangers.

#### Vaucluse
- Vedène : centre de rassemblement des étrangers.

### Camps en Algérie
Dans les départements français d'Algérie et départements français du Sahara, des camps de travail ou d'internement pour les Juifs et travailleurs étrangers sont créés.
- Abadla
- Aïn El Orak
- Bechar
- Bedeau
- Boghari[57] À Alger, 3000 réfugiés
- Camp Suzzoni à Boghar, pour les étrangers.
- Colomb Bechar
- Djelfa, camp mixte.
- Djenien Bourezg, camp mixte.
- El Aricha, pour les internés de droit commun.
- Kenadsa
- Ksar Etir, camp de concentration près de Setif [réf. nécessaire]
- Mecheria, camp mixte.
- Meridja
- près d'Oran, le camp de Bossuet, au Telagh, pour les politiques également Centre de séjour surveillé[58].
- Sidi-Bel-Abbès
- Ferme Gauthier, ancienne ferme agricole transformée en centre de détention et de torture pendant la guerre d'Algérie dans la commune de Souk El Had en Kabylie[59],[60],[61].

Note : 600 militants, communistes ou responsables syndicaux pour la plupart, anarchistes aussi, avaient été déportés sans jugement particulier [réf. nécessaire]. Parmi eux, figuraient les 27 députés communistes dont Florimond Bonte a retracé « le Chemin de l’honneur », qui avaient été condamnés à cinq ans de prison en avril 1940 par un tribunal militaire. Les députés avaient été enfermés au bagne de Maison Carrée, les autres dans des camps du Sud algérois, notamment à Djelfa, ou du Sud oranais.

### Camps au Maroc
- Berguent
- Bouarfa Centre de rassemblement pour étrangers, Groupement de travailleurs étrangers.
- Boudnib, pour les internés de droit commun également Centre de séjour surveillé.
- Missour, pour les étrangers.
- Oued Zem, pour les étrangers.
- Sidi el Ayachi, pour les étrangers.
- Tendrara

### Camps en Tunisie
- Gafsa, pour les internés de droit commun.
- Le Kef, pour les étrangers.

### Camps en Indochine
Il y eut plusieurs camps d'internement et de concentration japonais pour les populations civiles françaises durant l'occupation japonaise.

## À la Libération

### Camps pour les suspects de collaboration
Pendant la période de la libération (juin 1944 - mai 1946) de nombreux camps servent à l'internement administratif des suspects de collaboration dans le cadre de l'épuration.

### Camps pour les prisonniers de guerre allemands
Environ 750 000 prisonniers de guerre allemands sont internés en France en 1945, encore 301 000 au début de 1948 et les derniers sont libérés fin 1948.
Exemples : camps de Voves, de Pithiviers, de Gurs, Joffre à Rivesaltes...

### Camps pour «nomades»
La dernière fermeture de camp pour « nomades » a lieu le 1er juin 1946.

### Camps français de soviétiques enrôlés dans l'armée allemande
Parce qu'ils sont réclamés par Staline, la France interne dans plusieurs camps, dont le camp de Beauregard situé à La Celle-Saint-Cloud, les citoyens soviétiques faits prisonniers ou enrôlés de force par l'armée allemande qui se trouvent sur le territoire français.

## Après la Seconde Guerre mondiale
Des camps ont existé, pendant les guerres d'Indochine et d'Algérie, généralement appelés camps de regroupement.

### Guerre d'Algérie
Durant la guerre d'Algérie, le ministère de l'Intérieur français obtint en 1957 la possibilité de recourir à nouveau à l'internement administratif collectif. Plusieurs centres d'assignation à résidence surveillée furent créés en métropole sur des sites militaires : Larzac (Aveyron), Rivesaltes (Pyrénées-Orientales), Saint-Maurice-l'Ardoise (Gard), camp de Thol (Ain), Vadenay (Marne). Près de 14 000 Algériens suspectés d'être membres du Front de libération nationale (FLN) y furent internés.
La ferme Gauthier est une ancienne ferme agricole transformée en centre de détention et de torture pendant la guerre d'Algérie dans la commune de Souk El Had en Kabylie,,.
Le plus important était le camp du Larzac, à la fois par sa taille — plus de 30 km2, près de 4 000 assignés et plusieurs centaines de membres du personnel — et par sa place dans l'organisation centrale de l'internement.
L'Action civique non-violente (ACNV) fait signer un Appel au Président de la République. « Priver des hommes de leur liberté et de leur travail et exposer ainsi leur famille à la misère matérielle et morale, c’est porter atteinte à la justice et à la dignité humaines. » Trente volontaires de l'Action civique non-violente dont Joseph Pyronnet, Jean-Pierre Lanvin et André Dupont, dit Aguigui Mouna, se déclarant suspects, demandent à partager le sort des Algériens internés sans jugement,. Le 30 avril 1960, à l'appel lancé par l'ACNV, le Comité Maurice Audin et le Comité de vigilance universitaire et signé par 21 personnalités dont Germaine Tillion, Gabriel Marcel, Théodore Monod, Laurent Schwartz et Pierre Vidal-Naquet, entre 700 et 1 000 manifestants marchent silencieusement vers le centre de tri de Vincennes. Comme ils opposent une résistance passive à l'ordre de dispersion, la police en enferme dans les sous-sols de la mairie du 11e arrondissement et conduit certaines personnalités devant la tombe d’un gardien de la paix récemment tué par le FLN. Le 28 mai 1960, des manifestations ont lieu dans une douzaine de villes. La principale réunit 1 500 non-violents, par principe ou par tactique, qui marchent vers le ministère de l'Intérieur. Selon les autorités judiciaires, 629 personnes sont appréhendés. Elles sont emprisonnées jusqu’au lendemain,.
Après les accords d'Évian, en 1962, plusieurs de ces camps sont dévolus de façon durable à l'« accueil » des harkis, dans des conditions de fonctionnement restant proches de celles des camps d'internement.
En Algérie même, l'armée crée des camps de regroupement. Elle chasse la population de ses habitations et la concentre dans ces camps afin de créer des « zones interdites » et de priver le FLN de l'appui de la population. On estime à deux millions le nombre d'Algériens ayant vécu dans ces camps durant la guerre d'Algérie. Michel Rocard, alors administrateur sortant de l'ENA qui effectuait son service militaire en Algérie dans les bureaux de l’Armée française, est l’auteur, sous un pseudonyme, du Rapport sur les camps de regroupement en Algérie. Il les qualifie de « camps de concentration ».